# Нові Чебенки
Нові Чебе́нки (рос. Новые Чебенки, башк. Яңы Себенле) — село у складі Зіанчуринського району Башкортостану, Росія. Входить до складу Новочебенкинської сільської ради.
Населення — 593 особи (2010; 683 в 2002).
Національний склад:
- татари — 66%
- башкири — 33%